# MTV Video Music Awards 2000
Die MTV Video Music Awards 2000 fanden am 7. September 2000 in der Radio City Music Hall in New York City statt. Moderatoren waren diesmal die Brüder Marlon Wayans und Shawn Wayans.
Musikalischer Höhepunkt der Show war unter anderem der Auftritt von Britney Spears. Sie sang zuerst eine Coverversion des Rolling-Stones-Songs (I Can’t Get No) Satisfaction, führte dann einen halben Striptease auf und sang zusätzlich noch Oops!… I Did It Again. Des Weiteren spielten *NSYNC drei Songs aus ihrem Album No Strings Attached.
Eminem begann seine Performance mit dem Song The Real Slim Shady, die außerhalb der Radio City Music Hall startete. Dabei wurde er von hundert Eminem 'Klonen', die alle ein weißes Shirt, Baggy-Jeans und gefärbte blonde Haare trugen, begleitet. Er setzte seinen Auftritt in der Halle fort und sang außerdem noch The Way I Am.
Ungewöhnliche Darbietungen gab es auch von Christina Aguilera und Fred Durst, die zusammen ihren Hit Come On Over Baby (All I Want Is You) sangen. Fred Durst gab später in einem Interview an, dass er dies für einen nookie getan hätte.
Sowie von Tim Commerford (Rage Against the Machine). Er kletterte auf ein Gerüst und weigerte sich, wieder hinunterzusteigen. Als Grund für diesen Streik gab er die verlorene Auszeichnung in der Kategorie Best Rock Video an. Commerford wurde verhaftet und verbrachte eine Nacht im Gefängnis.
Am Ende der Verleihung gab es noch eine Überraschung von Christina Aguilera und Britney Spears, die Hand in Hand auf die Bühne kamen und somit die Gerüchte über eine Rivalität beiderseits widerlegten. Sie sprachen kurz über den tollen Abend und kündigten Superstar Whitney Houston an. Houston sang eine kurze A-cappella-Version von I Will Always Love You und bekam dafür Standing Ovation. Sie vergab dann zusammen mit Ehemann Bobby Brown den Moonman Video of the Year an Eminem.

## Musik-Auftritte und Präsentatoren

### Pre-show
- Papa Roach – "Last Resort/"Broken Home""

### Main Show
- Janet Jackson – Doesn’t Really Matter
- Rage Against the Machine – Testify
- Sisqó (featuring Dru Hill) – Incomplete / Thong Song
- Britney Spears – (I Can’t Get No) Satisfaction / Oops!… I Did It Again
- Eminem – The Real Slim Shady / The Way I Am
- Red Hot Chili Peppers – Californication
- *NSYNC – This I Promise You / Bye, Bye, Bye / It’s Gonna Be Me
- Nelly – Country Grammar (Hot Shit)
- Christina Aguilera (featuring Fred Durst) – Genie in a Bottle / Come On Over Baby (All I Want Is You) / Livin’ It Up
- Blink-182 – All the Small Things

### Präsentatoren
| - Renée Zellweger – kündigt Janet Jackson an - Dr. Dre und Steven Tyler – präsentieren Best Group Video - Kid Rock und The Rock – präsentieren Best Dance Video - U2 (Bono und Larry Mullen, Jr.) – kündigen Rage Against the Machine an - Jimmy Fallon – erschien mit einem Sketch zur Abstimmung für den Viewer's Choice Award - Jakob Dylan und Kate Hudson – präsentieren Best New Artist in a Video - Venus Williams und Serena Williams – kündigen Sisqó an - Ricky Martin – präsentiert Best Female Video - Destiny’s Child und Wyclef Jean – präsentieren Best Male Video - Carson Daly und Shawn Fanning – kündigen Britney Spears an - Lenny Kravitz und Gisele Bündchen – präsentieren Best Hip-Hop Video - Method Man & Redman – erschienen in einer vignette zur Abstimmung des Viewer's Choice Awards - LL Cool J und Macy Gray – präsentieren Best Pop Video - Jim Carrey – kündigt Eminem an - Chris Rock und Lance Crouther (als Pootie Tang) – präsentieren the Video Vanguard Award und kündigen die Red Hot Chili Peppers an - Moby und Pink – präsentieren Best Rap Video - Aaliyah und Ananda Lewis – kündigen *NSYNC an - D’Angelo und Jennifer Lopez – präsentieren Best Rock Video - Toni Braxton und 98 Degrees – kündigen the International Viewer's Choice Award Gewinner an - Mark Wahlberg – kündigt Nelly an - Sting und Eve – präsentieren Best R&B Video - Ben Stiller und Robert De Niro – präsentieren Best Direction in a Video - Chyna und Richard Hatch – kündigen Christina Aguilera an - Lil’ Kim und Vincent Pastore – präsentieren Viewer's Choice - Christina Aguilera und Britney Spears – kündigen Whitney Houston an - Whitney Houston und Bobby Brown – präsentieren Video of the Year - Lars Ulrich – kündigt Blink-182 an |

## Gewinner und Nominierte

### Video of the Year
- Eminem – The Real Slim Shady
- nominiert waren außerdem
  - Blink-182 – All the Small Things
  - D’Angelo – Untitled (How Does It Feel)
  - *NSYNC – Bye Bye Bye
  - Red Hot Chili Peppers – Californication

### Best Male Video
- Eminem – The Real Slim Shady
- nominiert waren außerdem
  - D’Angelo – Untitled (How Does It Feel)
  - Kid Rock – Cowboy
  - Ricky Martin – Shake Your Bon-Bon
  - Moby – Natural Blues

### Best Female Video
- Aaliyah – Try Again
- nominiert waren außerdem
  - Christina Aguilera – What a Girl Wants
  - Toni Braxton – He Wasn't Man Enough
  - Macy Gray – I Try
  - Britney Spears – Oops!… I Did It Again

### Best Group Video
- Blink-182 – All the Small Things
- nominiert waren außerdem
  - Destiny’s Child – Say My Name
  - Foo Fighters – Learn to Fly
  - *NSYNC – Bye Bye Bye
  - Red Hot Chili Peppers – Californication

### Best New Artist in a Video
- Macy Gray – I Try
- nominiert waren außerdem
  - Christina Aguilera – What a Girl Wants
  - Papa Roach – Last Resort
  - Pink – There You Go
  - Sisqó – Thong Song

### Best Pop Video
- *NSYNC – Bye Bye Bye
- nominiert waren außerdem
  - Christina Aguilera – What a Girl Wants
  - Blink-182 – All the Small Things
  - Destiny’s Child – Say My Name
  - Britney Spears – Oops!… I Did It Again

### Best Rock Video
- Limp Bizkit – Break Stuff
- nominiert waren außerdem
  - Creed – Higher
  - Kid Rock – Cowboy
  - Korn – Falling Away from Me
  - Metallica – I Disappear
  - Rage Against the Machine – Sleep Now in the Fire

### Best R&B Video
- Destiny’s Child – Say My Name
- nominiert waren außerdem
  - Toni Braxton – He Wasn’t Man Enough
  - D’Angelo – Untitled (How Does It Feel)
  - Brian McKnight – Back at One

### Best Rap Video
- Dr. Dre (featuring Eminem) – Forgot About Dre
- nominiert waren außerdem
  - DMX – Party Up
  - Eminem – The Real Slim Shady
  - Eve (featuring Faith Evans) – Love Is Blind
  - Jay-Z (featuring UGK) – Big Pimpin

### Best Hip-Hop Video
- Sisqó – Thong Song
- nominiert waren außerdem
  - Lauryn Hill – Everything Is Everything
  - Juvenile – Back That Thang Up
  - Limp Bizkit (featuring Method Man) – N 2 Gether Now
  - Q-Tip – Vivrant Thing

### Best Dance Video
- Jennifer Lopez – Waiting for Tonight
- nominiert waren außerdem
  - Ricky Martin – Shake Your Bon-Bon
  - *NSYNC – Bye Bye Bye
  - Sisqó – Thong Song
  - Britney Spears – (You Drive Me) Crazy

### Best Video From a Film
- Aaliyah – Try Again (von Romeo Must Die)
- nominiert waren außerdem
  - Aimee Mann – Save Me (von Magnolia)
  - Metallica – I Disappear (von Mission: Impossible II)
  - R.E.M. – The Great Beyond (von Der Mondmann)
  - Sisqó (featuring Foxy Brown) – Thong Song (remix) (von Familie Klumps und der verrückte Professor)

### Breakthrough Video
- Björk – All Is Full of Love
- nominiert waren außerdem
  - Blur – Coffee & TV
  - The Chemical Brothers – Let Forever Be
  - Nine Inch Nails – Into the Void
  - Supergrass – Pumping on Your Stereo

### Best Direction in a Video
- Red Hot Chili Peppers – Californication (Directors: Jonathan Dayton und Valerie Faris)
- nominiert waren außerdem
  - D’Angelo – Untitled (How Does It Feel) (Directors: Paul Hunter and Dominique Trenier)
  - Eminem – The Real Slim Shady (Directors: Dr. Dre and Phillip Atwell)
  - Foo Fighters – Learn to Fly (Director: Jesse Peretz)
  - Lauryn Hill – Everything Is Everything (Director: Sanji)

### Best Choreography in a Video
- *NSYNC – Bye Bye Bye (Choreographer: Darrin Henson)
- nominiert waren außerdem
  - Aaliyah – Try Again (Choreographer: Fatima Robinson)
  - Christina Aguilera – What a Girl Wants (Choreographer: Tina Landon)
  - Jennifer Lopez – Waiting for Tonight (Choreographer: Tina Landon)
  - Alanis Morissette – So Pure (Choreographers: Kevin O’Day and Anne White)

### Best Special Effects in a Video
- Björk – All Is Full of Love (Special Effects: Glassworks)
- nominiert waren außerdem
  - Lauryn Hill – Everything Is Everything (Special Effects: Method Studios)
  - Metallica – I Disappear (Special Effects: Asylum Visual Effects)
  - Red Hot Chili Peppers – Californication (Special Effects: Pixel Envy)
  - Supergrass – Pumping on Your Stereo (Special Effects: Jim Henson's Creature Shop)

### Best Art Direction in a Video
- Red Hot Chili Peppers – Californication (Art Director: Colin Strause)
- nominiert waren außerdem
  - Filter – Take a Picture (Art Director: Cara Yoshimoto)
  - Macy Gray – Do Something (Art Director: Nigel Phelps)
  - Supergrass – Pumping on Your Stereo (Art Director: Garth Jennings)

### Best Editing in a Video
- Aimee Mann – Save Me (Editor: Dylan Tichenor)
- nominiert waren außerdem
  - Blaque – I Do (Editor: Chris Hafner)
  - Eminem – The Real Slim Shady (Editor: Dan Lebental)
  - Metallica – I Disappear (Editor: Nathan Cox)
  - R.E.M. – The Great Beyond (Editor: Igor Kovalik)

### Best Cinematography in a Video
- Macy Gray – Do Something (Director of Photography: Jeff Cronenweth)
- nominiert waren außerdem
  - Filter – Take a Picture (Director of Photography: Daniel Pearl)
  - Madonna – American Pie (Director of Photography: John Mathieson)
  - Metallica – I Disappear (Director of Photography: David Rudd)
  - Stone Temple Pilots – Sour Girl (Director of Photography: Martin Coppen)

### Viewer’s Choice
- *NSYNC – Bye Bye Bye
- nominiert waren außerdem
  - Christina Aguilera – What a Girl Wants
  - Eminem – The Real Slim Shady
  - Sisqó – Thong Song
  - Britney Spears – Oops!… I Did It Again

### Michael Jackson Video Vanguard Award
Red Hot Chili Peppers